# Питкоярви
Питкоярви — озеро на территории Паданского сельского поселения Медвежьегорского района Республики Карелии.

## Общие сведения
Площадь озера — 1,4 км². Располагается на высоте 145,4 метров над уровнем моря.
Форма озера лопастная, продолговатая: вытянуто с северо-запада на юго-восток. Берега каменисто-песчаные, местами заболоченные.
Озеро протокой соединяется с озером Пелкульским, через которое течёт река Пелкула, протекающая выше через озеро Малое Палосъярви и втекающая с правого берега в реку Волому, впадающую в Сегозеро.
В озере расположено не менее трёх безымянных островов различной площади.
К западу от озера проходит лесовозная дорога.
Код объекта в государственном водном реестре — 02020001111102000007680.